# 이광수 (성우)
이광수(1975년 1월 29일 ~ )는 한국의 남자 성우다. 2003년 KBS 30기 공채 성우로 데뷔했다.

## 출연 작품

### 애니메이션(KBS)
- 꽉 잡아! (KBS) - 나대우 역
- 원피스(KBS) - 갓 에넬 / 햄버그
- 엘리먼트 헌터(KBS) - 아나운서
- 로봇 찌빠(KBS) - 블랙펄 / 촉새 삼촌 / 네모로봇 / 보라티셔츠
- 최강 합체 믹스마스터(KBS) - 바벨 / 로파 / 에그몬 / 비스트몬
- 천하무적 크래쉬 비드맨(KBS)
- 거멍숲을 지켜라! 버디프렌즈(KBS) - 거대올림

### 애니메이션(타사)
- 마다가스카의 펭귄(니켈로디언) - 모리스
- 디지몬 세이버즈(대원방송) - 듀나스몬
- 레귤러 쇼(카툰 네트워크) - 스킵스
- 루니 툰(카툰 네트워크)
- 메탈 베이블레이드(투니버스) - 아르고 그레이시
- 페어리 테일(챔프) - 빅 스로 / 이그닐 / 핫아이
- 헌터 × 헌터 (2011)(애니맥스) - 게레타 / 큐
- 펌프킨 시저스(애니맥스) - 코넬리 소령
- 택틱스(애니맥스) - 작가
- 이겨라! 얏타맨(재능TV) - 돈즈라
- 데스노트(애니원) - 로드
- 갓슈벨(애니원) - 베르김
- 나루토 질풍전(투니버스) - 히단
- 눈의 여왕(애니원) - 빌롬
- 골판지 전사 더블(투니버스) - 신공민 / 옥창현 대통령
- 전설의 총사 아스타(재능TV) - 바스테라이 / 에셀
- 뱀파이어 프린세스(챔프) - 볼프강 레겐도르프
- 명탐정 코난(애니맥스) - 한 사장
- 브링큰(재능TV) - 구오트
- 기동전사 건담 AGE(챔프) - 가라
- 유희왕 GX(챔프) - 돈 잘우그
- 유희왕 5D's(챔프) - 제이드(브루노/안티노미)
- 토리코(카툰 네트워크) - 와부토라
- 원피스(대원방송) - 호디 존스
- 드래곤볼Z 카이(챔프) - 라데츠
- 아드레날린 브라더스(카툰 네트워크)
- 골판지 전사(어린이TV)
- 메탈 베이블레이드 제로G(재능TV)
- 유니키티! (카툰 네트워크) - 호커다일
- 괴도 키드(투니버스)
- 정말 웃기는 마을(니켈로디언)
- 판타스틱4(카툰 네트워크)
- 디그레이맨(애니맥스)
- 얼티밋 스파이더맨 - 파워맨
- 라푼젤 시리즈 - 프레드릭 왕
- 어벤져스 어셈블 - 토르, 팔콘
- 토닥토닥 마음아 - 리틀스톤즈 (EBS1) - 그랑
- 톰과 제리 영화 (카툰 네트워크)

### 영화 애니 더빙
- 굿 다이노 - 버바
- 극장판 포켓몬스터 베스트위시: 큐레무 VS 성검사 케르디오 - 큐레무
- 극장판 헬로 카봇: 옴파로스 섬의 비밀 - 팔로
- 라따뚜이 - 짓
- 라푼젤 - 블래드
- 마다가스카(KBS) - 원숭이
- 메리다와 마법의 숲 - 맥거핀 경
- 명탐정 코난 극장판 - 양신조
- 배트맨 : 조커의 귀환(카툰네트워크) - 경찰
- 주먹왕 랄프 - 베가
- 짱구는 못말려 극장판: 엄청 맛있어! B급 음식 서바이벌! -  로열 황태자
- 유니코(애니박스)
- 버즈 라이트이어 (영화) - 번사이드 사령관

### 웹투니메이션 더빙
- 들어는 보았나! 질풍기획 - 조현철 부장

### 실사 드라마 더빙
- 파워레인저 매직포스(재능TV) - 다곤
- 파워레인저 트레저포스(챔프) - 재키 아버지 / 장인 귀신 / 자룡 / 효가 / 스팡
- 파워레인저 와일드스피릿(챔프) - 오독권 중 마지막이자 대장, 그리고 코우의 친형 블랑카
- 파워레인저 젠카이저(대원방송) - 전공헌, 부스와우스

### 외화 드라마 더빙
- 토치우드 시즌 4(KBS) - 렉스(메키 파이퍼)
- 초한지(KBS) - 주발(장승호)
- 프라이미벌 - 원시의 습격(KBS) - 라이언(마크 웨이클링)
- 닥터 후(KBS) - 아트랙시 / 사일런스 / 스칼닥 / 이반
- 마법사 멀린(KBS) - 토머스(제임스 더햄) 외
- 삼국지(KBS) - 기령
- 가면라이더 블레이드(챔프) - 스캐럽 / 카리스2
- 리벤지(KBS) - 건터 형사(캐시우스 윌리스)
- 아틀란티스(KBS) - 샤바카(크리스 오비,3화) / 라모스(존 딕슨,13화)
- 삼총사 시즌 1~2(KBS) - 라부아지(비니 존스,시즌 1 8화) / 마을 남자(알란 로스웰,시즌 2 5화)
- 언더커버(KBS) - 루디(데니스 헤이스버트)
- 뿌리(하이라이트TV) - 핀들러(포리스트 휘터커) / 실라 삼촌(데릭 루크) / 마틸다의 아빠(제임스 모스 블랙)
- 디셉션(KBS) - 원슬로(에번 파크)
- 제너레이션 워(CNTV)
- 롬멜(CNTV)

### 영화 더빙
- 쓰리 킹즈(KBS) - 치프(아이스 큐브)
- 스콜피온(KBS) - 앨리어스(제롬 르 밴너)
- 공포의 종합병원(KBS) - 킴(안드레아스 카펠렌)
- 트랜스포머(KBS) - 아이언하이드(제스 하넬)
  - 트랜스포머2(KBS) - 아이언하이드(제스 하넬)
- 아이언맨(KBS) - 해피 호건(존 패브로) / 해설(윌 라이먼) / 군인
- 드리머(KBS) - 새디어 왕자(오데드 퍼)
- 8인: 최후의 결사단(KBS) - 왕복명(파특이)
- 스페이스 카우보이(KBS) - 로저(코트니 B. 밴스) / 젊은 탱크(매트 맥콤)
- 마이너리티 리포트(KBS) - 재드(스티브 해리스)
- 호랑이와 눈(KBS) - 카릴로 / 발레리 외
- 캐리비안의 해적: 블랙 펄의 저주(KBS) - 보선(아이삭 C. 싱글톤 주니어)
- 배트맨 2(KBS) - 맥스의 아들(앤드루 브리니아스키) / 광대
- 벤허(KBS) - 예수(줄리안 케이시)
- 써로게이트(KBS) - 경찰반장(보리스 코조) / VSI 직원 / TV 방송 음성
- 댈러웨이 부인(KBS) - 젋은 리처드(로버트 포탈) / 젋은 위트브레드(할 크러텐덴) / 윌리(크리스토퍼 스테인즈)
- 마이 리틀 자이언트 - 군 지휘관(맷 프루어)
- 웨딩 싱어(KBS) - 앤디(프랭크 시베로)
- 사하라(KBS) - 오마(압덜 셀리스)
- 사랑해, 파리(KBS) - 프랑수아의 친구(줄리엔 베라미스) / 하산(세이두 브로)
- 와즈다(KBS) - 운전 기사(모하마드 자히르샤)
- 블라인드 가이(KBS) - 보디빌더(프랭크 아빌라)
- 카핑 베토벤(KBS) - 크렌스키(앤거스 바넷) / 대공(니콜라스 존스)
- 펀치 드렁크 러브(KBS) - 월터(로버트 스미겔)
- 라이온 킹 - 무파사(제임스 얼 존스)
- 친밀한 적(KBS) - 군인(마틴 시므농)
- 포 미니츠(KBS) - 기자(피터 다보아)
- 하비와 밥이 만났을 때(KBS) - 도티(앤드류 윕)
- 정무문(KBS) - 스즈키(하시모토 치카라)
- 칠검(KBS) - 마을 주민(송복민)
- 블랙 위도우 - 알렉세이 쇼스타코프/레드 가디언(데이빗 하버)
- 타임라인(KBS)
- 나쁜 녀석들(KBS)
- 부모님이 휴가가던 해(KBS)

### 방송 더빙
- 세상의 모든 다큐 (KBS) 스칸디나비아의 마지막 순록부족 - 사미족의 사계절
- 세상의 모든 다큐 (KBS) 죽음과 생명의 땅 마사야 화산 (내레이션)
- 세상의 모든 다큐 (KBS) 닉 해밀턴, 카레이서를 꿈꾸다 (내레이션)
- 세상의 모든 다큐 (KBS) 최후의 탐험가들 2
- 세상의 모든 다큐 (KBS) 타양 폭풍, 문명을 향한 적색 경보 (내레이션)
- 세상의 모든 다큐 (KBS) 우정의 나무 자전거
- 세상의 모든 다큐 (KBS) 북극 빙산의 대서양 횡단 프로젝트 (내레이션)
- 세상의 모든 다큐 (KBS) 도심의 극한, 스포츠 (내레이션)
- 세상의 모든 다큐 (KBS) 지구촌 최후의 오지들 - 자메이카 (내레이션)
- 세상의 모든 다큐 (KBS) 오지로 떠나는 극한의 자동차 여행 3부작 (내레이션)

### 예고 더빙
- 초한지 (KBS)

### 게임 더빙
- 도타 2 - 그림자 마귀
- 월드 오브 워크래프트 - 아키몬드, 예언자 벨렌 등
- 크리티카 - 전사
- 진삼국무쌍 4 - 방덕
- 진삼국무쌍 4 맹장전 - 방덕, 수경(입지모드)
- 삼국지 온라인
- 에이지 오브 코난 온라인
- 리그 오브 레전드 - 빅토르, 그레이브즈, 아지르
- 사이퍼즈 - 사도 제키엘 헌팅턴